# Bradycellus fenderi
Bradycellus fenderi är en skalbaggsart som beskrevs av Hatch. Bradycellus fenderi ingår i släktet Bradycellus och familjen jordlöpare. Inga underarter finns listade i Catalogue of Life.